# Jean Pihan
Jean Pihan (20 mai 1912 à Cherbourg - 2 août 1996 à Issy-les-Moulineaux) est prêtre de la congrégation des Fils de la charité, journaliste et auteur de plusieurs ouvrages. Avec Gaston Courtois, il participe à la création du mouvement des Cœurs Vaillants-Âmes Vaillantes, des éditions Fleurus, et du Bureau international catholique de l'enfance (BICE). Il est à l’origine de la création du Service central de recherche et d’action pour l’enfance (SCRAPE), au sein de l’Union des œuvres catholiques de France.

## Biographie

### Enfance et scolarité[3]
Jean Pihan naît à Cherbourg, en Normandie. Il effectue ses études aux lycées Michelet et Hoche, en région parisienne.
Durant son enfance, il fait partie de la section des Scouts de France de Clamart-Vanves, en région parisienne. 
Plusieurs rencontres avec des prêtres marquent sa jeunesse. Au cours d’un séjour dans une colonie de vacances, il côtoie l’abbé Pierre Mahérault, mutilé lors de la Première Guerre mondiale, qui se consacre au service des jeunes après le conflit. Il rencontre le père André Boyer, prêtre du diocèse d’Albi, qui est son directeur de conscience au sanatorium de Praz Coutant (Haute-Savoie).

### Vie religieuse[3]
Dans les années 1930, Jean Pihan entre au séminaire d’Aix-en-Provence, puis à celui de la rue du Regard, à Paris. Il est ordonné prêtre en 1936. Il intègre ensuite la congrégation des Fils de la Charité, où il prononce ses premiers vœux en 1938. 
Jean Pihan est actif à l’Union des œuvres catholiques de France. Il en est le secrétaire à partir de 1938, puis le codirecteur entre 1955 et 1959. En 1935, il participe à la création du mouvement des Cœurs Vaillants, puis des Âmes Vaillantes, en collaboration avec le père Gaston Courtois. Ses surnoms au sein du mouvement sont Tagada et Jean Vaillant.
Entre 1941 à 1944, Jean Pihan est responsable des Cœurs vaillants-Âmes vaillantes en zone occupée. Il est arrêté en 1943, puis incarcéré à Fresnes pendant trois mois. Il rencontre l’abbé Franz Stock durant son emprisonnement. À la suite du conflit, il participe à la fondation de l’association des Amis de Franz Stock. Il s’implique également dans de nombreuses associations de déportés et résistants, notamment l’Union chrétienne des déportés et internés (UCDI), dont il est aumônier.
Engagé en faveur de l’enfance, il participe, en 1946, à la création du Service central de recherche et d’action pour l’enfance (SCRAPE), à l’Union des œuvres, qui publie la revue Éducateurs. Il est également le cofondateur du Bureau international catholique de l’enfance (BICE), en 1947.
Jean Pihan s’implique dans plusieurs organisations missionnaires. Entre 1961 et 1977, il est membre des Œuvres pontificales missionnaires (OPM), où il est secrétaire général puis vice-président.  De 1962 à 1965, il assure la direction de l’Union pontificale missionnaire (UPM). Entre 1970 et 1977, il est responsable national de l’Œuvre de Saint-Pierre Apôtre et directeur du Bureau international missionnaire (BIM).
Au sein de la congrégation des Fils de la charité, il appartient à la communauté de prêtres de l’Union des œuvres catholiques de France, de 1938 à 1972. Après avoir vécu rue Dolent, à Paris, il devient archiviste de la congrégation en 1977, à la maison-mère, à Issy-les-Moulineaux. Il y décède le 2 août 1996, et est inhumé à Clamart.

### Engagement associatif[3]
Jean Pihan fait partie de nombreuses associations tout au long de sa vie. En plus de son engagement dans des associations de déportés et anciens combattants de la Seconde Guerre mondiale, il milite contre le racisme. En 1970, il devient vice-président du Mouvement contre le racisme, l’antisémitisme et pour la paix (MRAP).

### Audiovisuel
Jean Pihan fait partie de la Commission du contrôle cinématographique, du Comité des programmes télévision de l’ORTF et de la Commission de censure. 
En 1966, il s’engage contre la projection du film de Jacques Rivette, Suzanne Simonin, la Religieuse de Diderot.

## Publications
- Merci pour le passé, Paris, Fleurus, 1985, 182 p  (ISBN 2-215-00744-3).
- La Largeur d'esprit, Paris, Fleurus, 1955, 147 p.
- Les Deux Saints Jean, Paris, Fleurus, collection "Belles histoires et belles vies", 1966, 46 p.
- Jean Pihan, Gaston Courtois, Essai de classification décimale à l’usage du clergé, Paris, Union des Œuvres catholiques de France, 1947.
- Le Mouvement cœurs vaillants âmes vaillantes et le problème catéchistique, Paris, Centre national des Cœurs vaillants et Âmes vaillantes de France, 1943, 43 p.
- Pour un catéchisme en plein dans la vie, Paris, Fleurus, 1943, 62 p.
- Sens de la masse, Lyon, Centre national de l'Union des œuvres, 1944, 78 p.
- Suzanne Guillemin, Joseph Jamet, Jean Pihan, Conférences et témoignages, Paris, Fleurus, collection "La religieuse dans la pastorale d'aujourd'hui", 1968, 204 p.
- Yvon Bodin, Jean Pihan, Dans un peuple de serviteurs, à quoi « sert » la religieuse ?, Paris, Fleurus, "La religieuse dans la pastorale d'aujourd'hui", 1968, 117 p.
- Disponibilité « Toujours prêts ! », Paris, Fleurus, collection "Feuillets de vie spirituelle", 1949, 46 p.
- Raoul Auger, Jean Pihan, Jean-Baptiste, le cantonnier du Seigneur, Paris, Fleurus, collection "Belles Histoires et Belles Vies", 1966.
- Anne-Marguerite Nouailhac, Pierre Paraf, Jean Pihan, La Peur de l'autre. Les préjugés : racisme, antisémitisme, xénophobie, Paris, Fleurus, 1972, 327 p.
- Pour voir juste et penser vrai : ou la spiritualité du Réel, Paris, Fleurus, 1953, 80 p.
- La Religieuse éducatrice du sens missionnaire, Paris, Fleurus, 1963, 127 p.
- Saint François d'Assise, Paris, Fleurus, collection "Belles Histoires et Belles Vies", 1952.
- Un petit gars parmi tant d'autres : Pierre Barbier, dirigeant Cœurs vaillants, mort à Mauthausen, 1923-1945, Paris, Union des œuvres catholiques de France, 1951, 195 p.

## Distinctions
- 1953 : prix Montyon de l'Académie française pour Pierre Barbier